# 頭条日報
頭条日報（とうじょうにっぽう、中国語：頭條日報、英語：Headline Daily）は香港の三大無料新聞である。星島新聞グループによって発行され、香港で最も発行部数が多い紙媒体。ニュース、経済、エンターテインメント、旅行、グルメなどの情報が掲載されている。月曜日から土曜日まで（公休を除く）の朝に主に香港鉄路駅の周りで配布している。

## サイト
- 公式ウェブサイト